# William Davies (sceneggiatore)
William Davies (...) è uno sceneggiatore britannico.

## Biografia
Sceneggiatore principalmente di film comici, come I gemelli e Johnny English, negli anni novanta era stato definito da Variety come un «fuoriclasse dei pitch», essendo arrivato a vendere alla MGM l'idea per Fool on a Hill, un remake della serie TV scozzese Takin' Over the Asylum con protagonista Jim Carrey, per la cifra di 3 milioni di dollari.

## Filmografia

### Sceneggiatore

#### Cinema
- I gemelli (Twins), regia di Ivan Reitman (1988)
- Fermati, o mamma spara (Stop! Or My Mom Will Shoot), regia di Roger Spottiswoode (1992)
- Una bionda tutta d'oro (The Real McCoy), regia di Russell Mulcahy (1993)
- Killer Machine (Ghost in the Machine), regia di Rachel Talalay (1993)
- Dr. Jekyll e Miss Hyde (Dr. Jekyll and Ms. Hyde), regia di David Price (1995)
- The Guilty - Il colpevole (The Guilty), regia di Anthony Waller (2000)
- Ignition - Dieci secondi alla fine (Ignition), regia di Yves Simoneau (2001)
- Johnny English, regia di Peter Howitt (2003)
- Alien Autopsy, regia di Jonny Campbell (2006)
- Giù per il tubo (Flushed Away), regia di David Bowers e Sam Fell (2006)
- Dragon Trainer (How to Train Your Dragon), regia di Chris Sanders e Dean DeBlois (2010)
- Johnny English - La rinascita (Johnny English Reborn), regia di Oliver Parker (2011) - soggetto
- Il gatto con gli stivali (Puss in Boots), regia di Chris Miller (2011) - soggetto
- Mia e il leone bianco (Mia et le Lion blanc), regia di Gilles de Maistre (2018)
- Johnny English colpisce ancora (Johnny English Strikes Again), regia di David Kerr (2018)
- Il talento di Mr. Crocodile (Lyle, Lyle, Crocodile), regia di Will Speck e Josh Gordon (2022)

#### Televisione
- Ci siamo anche noi (Student Exchange), regia di Mollie Miller – film TV (1987)
- Ricatto alle Bermude (Bermuda Grace), regia di Mark Sobel – film TV (1994)
- Lettera al re (The Letter for the King) – serie TV, episodi 1x01-1x02-1x06 (2020)
- Man vs. Bee – serie TV, 9 episodi (2022)

### Produttore

#### Cinema
- Una bionda tutta d'oro (The Real McCoy), regia di Russell Mulcahy (1993) - produttore esecutivo
- The Guilty - Il colpevole (The Guilty), regia di Anthony Waller (2000) - produttore esecutivo
- Alien Autopsy, regia di Jonny Campbell (2006)
- Johnny English - La rinascita (Johnny English Reborn), regia di Oliver Parker (2011) - produttore esecutivo
- Johnny English colpisce ancora (Johnny English Strikes Again), regia di David Kerr (2018) - produttore esecutivo

#### Televisione
- Ricatto alle Bermude (Bermuda Grace), regia di Mark Sobel – film TV (1994) - produttore esecutivo
- Red Cap – serie TV, 13 episodi (2003-2004) - produttore esecutivo
- Lettera al re (The Letter for the King) – serie TV, 6 episodi (2020) - produttore esecutivo
- Man vs. Bee – serie TV, 9 episodi (2022) - produttore esecutivo